# Porovolistna kozja brada
Porovolistna kozja brada (znanstveno ime Tragopogon porrifolius) je dvoletna rastlina z užitnim korenom, ki je samonikla v jugovzhodni Evropi in Severni Afriki, kasneje pa so jo raznesli po vsem svetu.
Ime je rastlina dobila po rozeti suličastih listov, ki spominja na stebla pora.
| Porovolistna kozja brada, surova Hranilna vrednost na 100 g | Porovolistna kozja brada, surova Hranilna vrednost na 100 g |
| --- | ----------------------------------------------------------- |
| Energija: 80 kcal 340 kJ |                                                             |
| \| Ogljikovi hidrati: \| 18.6 g \| \| - vlaknine: 3.3 g \| \| \| Maščobe: \| 0.2 g \| \| Beljakovine: \| 3.3 g \| \| Voda: \| 77 g \| \| Tiamin (vit. B1): 0.08 mg \| 6% \| \| Riboflavin (vit. B2) 0.22 mg \| 15% \| \| Niacin (vit. B3): 0.5 mg \| 3% \| \| Pantotenska kislina (vit. B5): 0.371 mg \| 7% \| \| Vitamin B6 0.277 mg \| 21% \| \| Folati (vit. B9): 26 μg \| 7% \| \| Vitamin C: 8 mg \| 13% \| \| Kalcij: 60 mg \| 6% \| \| Železo: 0.7 mg \| 6% \| \| Magnezij: 23 mg \| 6% \| \| Fosfor: 75 mg \| 11% \| \| Kalij: 380 mg \| 8% \| \| Natrij: 20 mg \| 1% \| \| Cink: 0.38 mg \| 4% \| |                                                             |
| Link to USDA Database entry Odstotki so podani glede na ameriška priporočila za odrasle. Vir: USDA Nutrient database |                                                             |
| Ogljikovi hidrati: | 18.6 g                                                      |
| - vlaknine: 3.3 g |                                                             |
| Maščobe: | 0.2 g                                                       |
| Beljakovine: | 3.3 g                                                       |
| Voda: | 77 g                                                        |
| Tiamin (vit. B1): 0.08 mg | 6%                                                          |
| Riboflavin (vit. B2) 0.22 mg | 15%                                                         |
| Niacin (vit. B3): 0.5 mg | 3%                                                          |
| Pantotenska kislina (vit. B5): 0.371 mg | 7%                                                          |
| Vitamin B6 0.277 mg | 21%                                                         |
| Folati (vit. B9): 26 μg | 7%                                                          |
| Vitamin C: 8 mg | 13%                                                         |
| Kalcij: 60 mg | 6%                                                          |
| Železo: 0.7 mg | 6%                                                          |
| Magnezij: 23 mg | 6%                                                          |
| Fosfor: 75 mg | 11%                                                         |
| Kalij: 380 mg | 8%                                                          |
| Natrij: 20 mg | 1%                                                          |
| Cink: 0.38 mg | 4%                                                          |

## Opis
V višino zraste do 120 cm, steblo, na vrhu katerega se nahaja vijolično rdeč cvet pa je ravno in običajno nima stranskih poganjkov. Na poškodovanih mestih izceja bel mleček. Korenine segajo od 15 do 30 cm globoko in imajo premer med 2 in 5 cm.
Užitna je cela rastlina, vendar je potrebno pred zaužitjem korenino in mlade poganjke prekuhati. Mladi listi so užitni tudi surovi.